# Pierre Flottes
Pierre Flottes (* 15. März 1895 in Limoges; † 24. Februar 1994 in Bordeaux) war ein französischer Historiker, Romanist und Literaturwissenschaftler.

## Leben und Werk
Flottes bestand 1919 die Agrégation in Geschichte und Geografie und habilitierte sich 1926 an der Universität Straßburg mit den beiden Thèses La pensée politique et sociale d'Alfred de Vigny (Paris 1927) und  L'Influence d'Alfred de Vigny sur Leconte de Lisle (Paris 1926). Er war von 1927 bis 1930 Gymnasiallehrer in Rochefort-sur-Mer und lehrte ab 1930 an der Universität Bordeaux als Professor für französische Literatur.
Flottes war korrespondierendes Mitglied der Académie des sciences morales et politiques (1971). Er war Offizier der Ehrenlegion.

## Weitere Werke

### Monografien
- Baudelaire. L'Homme et le Poète, Paris 1922
- Alfred de Vigny, Paris 1925
- Le Poète Leconte de Lisle, Paris 1929
- La Démocratie entre deux abîmes, Paris 1929
- Sully Prudhomme et sa pensée, Paris 1930
- La Révolution de l'école unique, Paris 1931
- Le Drame intérieur de Pierre Loti, Paris 1937
- Leconte de Lisle. L'homme et l'oeuvre, Paris 1954
- L'Éveil de Victor Hugo 1802-1822, Paris 1957
- Vigny et sa fortune littéraire, Bordeaux 1970
- Histoire de la poésie politique et sociale en France de 1815 à 1939, Paris 1976

### Herausgebertätigkeit
- (Hrsg.) Alfred de Vigny, Journal d'un poète. Les destinées, Paris 1949
- (Hrsg.) Baudelaire, Les Fleurs du mal. Petits poèmes en prose, Paris 1949